# Bala Town FC
Bala Town FC (celým názvem: Bala Town Football Club; velšsky: Clwb Pêl-droed y Bala) je velšský fotbalový klub, který sídlí ve městě Bala. Byl založen byl v roce 1880 a v současné době hraje velšskou nejvyšší soutěž.
Své domácí zápasy hraje na stadionu Maes Tegid s kapacitou 3 000 diváků. Pro evropské zápasy užívají stadion Rhyl FC Belle Vue.
Největším úspěchem klubu je vítězství ve velšském poháru ze sezony 2016/17.

## Získané trofeje
- Velšský pohár ( 1× )
  - 2016/17

## Účast v evropských pohárech
| Ročník  | Soutěž           | Kolo        | Klub                | Doma | Venku          | Celkem |
| ------- | ---------------- | ----------- | ------------------- | ---- | -------------- | ------ |
| 2013/14 | Evropská liga    | 1. předkolo | FCI Levadia Tallinn | 1:0  | 1:3            | 2:3    |
| 2015/16 | Evropská liga    | 1. předkolo | FC Differdange 03   | 2:1  | 1:3            | 3:4    |
| 2016/17 | Evropská liga    | 1. předkolo | AIK Stockholm       | 0:2  | 0:2            | 0:4    |
| 2017/18 | Evropská liga    | 1. předkolo | FC Vaduz            | 1:2  | 0:3            | 1:5    |
| 2018/19 | Evropská liga    | 0. předkolo | SP Tre Fiori        | 1:0  | 0:3            | 1:3    |
| 2020/21 | Evropská liga    | 1. předkolo | Valletta FC         | -    | 1:0            | 1:0    |
| 2020/21 | Evropská liga    | 2. předkolo | Standard Lutych     | -    | 0:2            | 0:2    |
| 2021/22 | Konferenční liga | 1. předkolo | Larne FC            | 0:1  | 0:1            | 0:2    |
| 2022/23 | Konferenční liga | 1. předkolo | Sligo Rovers FC     | 1:2  | 1:0 (3:4 pen.) | 2:2    |